# Adriana Díaz Enciso
Adriana Díaz Enciso (Guadalajara, Jalisco, 26 de febrero de 1964) es una poeta, ensayista, traductora y narradora mexicana.

## Biografía
Estudió ciencias de la comunicación en el Instituto Tecnológico y de Estudios Superiores de Occidente. Ha colaborado para más de 30 periódicos y revistas en México y el extranjero. Ha escrito libretos para espectáculos teatrales-musicales con el Coro de la Universidad del Claustro de Sor Juana (ahora Coro Virreinal Rita Guerrero), para un espectáculo de cabaret y para ópera, y fue guionista de la serie televisiva La hora marcada. A finales de los años 80 condujo un programa de la barra Dimensión del Rock en Radio Universidad de Guadalajara. Ha impartido clases en el ITESO, en la Universidad del Claustro de Sor Juana y en la Escuela Dinámica de Escritores en la Ciudad de México, así como clases de literatura y traducción en el Instituto Cervantes en su sede en Londres. Escribió la letra de muchas canciones de la banda Santa Sabina. De 2013 a 2015 fue Secretaria de la Blake Society en Londres, y fue miembro de su Consejo Directivo desde 2011. Organizó diversos eventos con esta sociedad y fue cofundadora del proyecto para adquirir la casa de William Blake en Felpham en 2014 y convertirla en un centro de creación. Ha sido miembro del Consejo Directivo de la Revista Modern Poetry in Translation.
Desde 1999 reside en Londres. 
La biblioteca del Centro Universitario de Ciencias Sociales y Humanidades de la Universidad de Guadalajara resguarda una tesis realizada sobre la escritora que hizo la poeta Leticia Cortés para titularse de la carrera de Letras Hispánicas.

## Obra

### Novelas
- La sed (2001)
- Puente del cielo (2003)
- Odio (2012)
- Ciudad doliente de Dios (Alfaguara/UNAM 2018)

### Libro de cuentos
- Cuentos de fantasmas y otras mentiras (2005)
- Con tu corazón y otros cuentos (2016)

### Poesía
- Sombra abierta (Departamento de Bellas Artes de Guadalajara, 1987)
- Pronunciación del deseo (de cara al mar) (UNAM, El Ala del Tigre), 1993)
- Hacia la luz (1997)
- Estaciones (2004)
- Una rosa (2010)
- Nieve, Agua (2015),
- Flint" (Prosa, en inglés, autopublicación libro electrónico, 2020) Flint. Elegía y diario de sueños

### Ensayos
- El libro, la ciudad (2012)

### Traducción
- Sombra del Árbol de la Noche (narrativa fantástica británica contemporánea, 2015)
- Debajo la hierba. Arriba la bóveda del cielo (poesía británica contemporánea, 2015)
- La fosa del lobo (novela de Lauren Wolk, 2016)
- Sobre la dificultad y otros ensayos de George Steiner (FCE, 2001)
- Manos en el agua (poesía de Martha Black Jordan, El Tucán de Virginia, 1994)